# حصار دمياط (1169)
حصار دمياط حدث في أواخر 1169 عندما حاصرت قوات من الإمبراطورية البيزنطية ومملكة بيت المقدس لمدينة دمياط (في مصر حالياً) تحت قيادة صلاح الدين الأيوبي لكنها انتهت دون السيطرة على المدينة.

## تاريخ
في عام 1169، عُيِّن أندرونيكوس كونتوستيفانوس قائدًا لأسطول يحمل جيشًا بيزنطيًا لغزو مصر بالتحالف مع قوات عموري الأول. ربما تم التخطيط للحملة منذ زواج عموريك من ماريا حفيدة مانويل كومنينوس في عام 1167.
وفقًا للمؤرخ وليم الصوري تكون الأسطول من 150 سفينة شراعية وستين حاملة خيول وعشرات الدرمنات المصممة خصيصًا لحمل محركات الحصار. أبحر الأسطول من ميناء ميليبوتوس في الدردنيل في 8 يوليو 1169. بعد هزيمة سرب استطلاع مصري صغير بالقرب من قبرص، وصل كونتوستيفانوس إلى صور وعكا في أواخر سبتمبر ليجد أن عموري لم يقم بأي استعدادات على الإطلاق. أثارت تأخيرات الصليبيين غضب كونتوستيفانوس وزرعت عدم الثقة بين الحلفاء. حيث أن الصليبيون تكبدوا خسائر فادحة في الحملات على مصر، فاحتاجوا إلى بعض الوقت لتجديد قواتهم.
لم يكن حتى منتصف أكتوبر أن انطلقت الجيوش والأساطيل المشتركة، ووصلت إلى دمياط بعد أسبوعين. تأخر المسيحيون ثلاثة أيام في مهاجمة المدينة، مما سمح لصلاح الدين الذي فوجئ بالهجوم على دمياط، حيث كان يتوقع هجومًا على بلبيس، بالتحرك بسرعة بالقوات والإمدادات. قام المدافعون عن دمياط بمد سلاسل قوية عبر النيل لمنع البحرية من الهجوم المباشر. تم تنفيذ الحصار بقوة على كلا جانبي الميناء، حيث قام كونتوستيفانوس ورجاله ببناء أبراج حصار ضخمة، لكن المحاصرين أعاقهم انعدام الثقة المتزايد بين البيزنطيين والصليبيين، وخاصة مع تناقص إمدادات البيزنطيين، ورفض عموري تقاسم إمداداته معهم ولكنه باعها بأسعار باهظة. ومع ذلك، حث البيزنطيون الفرنجة على مهاجمة المدينة، لكن عموري تردد ولم يرغب في المخاطرة بخسائر فادحة. بالإضافة إلى ذلك، أدت أمطار الشتاء التي حدثت في ديسمبر إلى إضعاف استعداد المهاجمين للقتال.
غاضبًا من إطالة الحصار ومعاناة قواته، عصى كونتوستيفانوس مرة أخرى تعليمات مانويل التي أمرته بطاعة عموري في كل شيء، وشن مع قواته هجومًا نهائيًا على المدينة. عندما كان البيزنطيون على وشك اقتحام الأسوار، أوقفهم عموري بإعلانه أن استسلام دمياط المتفاوض عليه قد حدث فعلاً. تفكك انضباط وتماسك الجيش البيزنطي على الفور تقريبًا بعد الإعلان عن نبأ اتفاق السلام، حيث أحرقت القوات المحركات وصعدت إلى السفن في مجموعات دون نظام. وعلى الرغم من أنه لم يتبق له سوى ست سفن، فقد رافق كونتوستيفانوس عموري إلى فلسطين، وعاد إلى وطنه مع جزء من جيشه براً عبر الدول الصليبية في بلاد الشام، في حين فقدت حوالي نصف السفن البيزنطية التي أبحرت من دمياط في سلسلة من العواصف في رحلة العودة، ولم تصل آخر السفن إلى موانئها الرئيسية إلا في أواخر ربيع عام 1170.